# Bundesstraße 87n
Die Bundesstraße 87n (Abkürzung: B 87n) ist eine geplante dreistreifige Bundesstraße in Südthüringen. Sie ist im Bundesverkehrswegeplan 2030 als Weiterer Bedarf ausgewiesen. Die aus Naturschutzgründen umstrittene Straße soll von der Stadt Meiningen zur Landesgrenze Hessen/Thüringen nahe Tann in der Rhön führen. Die B 87n verbindet die benachbarten und historisch verbundenen Räume der thüringischen und hessischen Rhön sowie die Städte Meiningen, Hünfeld und Fulda.

## Geplanter Verlauf
Zum Schutz des Biosphärenreservats Rhön ist die B 87n weitestgehend durch einen ortsdurchfahrtsfreien Ausbau der bereits bestehenden Landesstraße L 1124 geplant. Die Bundesstraße soll von Meiningen gemeinsam mit der Bundesstraße 19 nach Walldorf, die B 19 verlassend weiter durch das Herpftal nach Herpf und von dort nach Kaltensundheim führen. Ab dort verläuft die B 87n auf einer gemeinsamen Trasse mit der Bundesstraße 285 vorbei an Kaltennordheim nach Zella/Rhön, wo sie sich von der B 285 trennt und zur hessischen Landesgrenze bei Tann (Rhön) führt. Dort besteht der Anschluss zur Bundesstraße 278.

## Ursprünglicher Verlauf
Die Trasse sollte ursprünglich in West-Ost-Richtung verlaufend an der AS Fulda-Mitte der A 7 beginnen und über Tann durch die Rhön verlaufend bei Walldorf in die Bundesstraße 19 münden und von dort gemeinsam mit der B 19 nach Meiningen weitergeführt werden. Die Trasse war unterteilt in den Abschnitt 1: Hessen (ca. 21 km), den Abschnitt 2: Rhönquerung (ca. 16 km) und den Abschnitt 3: Thüringen (ca. 20 km). Geplant waren an Steigungen Überholspuren und bei der Rhönquerung ein 2,1 Kilometer langer Tunnel durch den Weidberg zwischen Unterweid und Oberweid.

## Planungsstand
Im Bundesverkehrswegeplan 2030 ist die B 87n aktuell als Weiterer Bedarf (WB) eingestuft worden. Diese Planung betrifft fünf Teilprojekte des Abschnitts Meiningen – Landesgrenze Hessen/Thüringen – Bundesstraße 278 mit einer Ausbaulänge von 17,9 Kilometer und Investitionskosten von 76,4 Millionen Euro. Eine dreistreifige Neubaustrecke führt von Meiningen nach Walldorf (gemeinsam mit der B 19) und anschließend zwischen Melkers und Rippershausen nach Herpf und Stepfershausen (9,3 km). Weiterführend sind lediglich Ortsumgehungen für Oberkatz (2 km), Kaltennordheim (4,2 km) und Diedorf (2,4 km) vorgesehen.

## Geschichte
1996 wurde von den Bundesländern Hessen und Thüringen beschlossen, die Wirtschaftsräume Meiningen und Fulda mit einer Bundesstraße als zweispurigen „Rhönschnellweg“ (B 87n) zu verbinden. Bedingt durch die Deutsche Teilung fehlt hier seit der Deutschen Wiedervereinigung eine leistungsfähige Straßenverbindung von Südthüringen nach Osthessen. Ein zuvor angedachter Weiterbau der A 66 zur A 71 bei Meiningen wurde nicht weiter verfolgt. Probleme entstanden bisher durch das unwegsame Gelände in der „Hohen Rhön“ und das Biosphärenreservat Rhön.
Die B 87n sollte mit einer 57 km langen Trasse Fulda und Meiningen verbinden und die Anbindung Südthüringens an die Metropolregion Frankfurt am Main deutlich verbessern. Sie wurde als Vordringlicher Bedarf mit besonderem naturschutzfachlichem Planungsauftrag im Bundesverkehrswegeplan 2003 eingestuft und befand sich ab 2006 im Raumordnungsverfahren, das abgeschlossen wurde. Im Januar 2013 lehnte das Bundesverkehrsministerium die Streckenführung insbesondere auf hessischer Seite über Tann (Rhön) wegen naturschutzfachlicher Bedenken ab und stoppte somit die Planungen für die Bundesstraße. Als Baubeginn war zunächst 2012 und dann frühestens das Jahr 2015 vorgesehen. Der Teilabschnitt Fulda–Tann wurde schließlich verworfen. Das Teilstück in Thüringen wurde 2016 wegen nach wie vor bestehender regionaler Dringlichkeit und bestandener Prüfung der Wirtschaftlichkeit in den Bundesverkehrswegeplan 2030 aufgenommen.

## Proteste
Gegen den Bau der Bundesstraße gab es Widerstand von Naturschutzverbänden und Bürgerinitiativen, die eine Gefährdung der Rhön und insbesondere des Biosphärenreservats befürchten. Obwohl die Bürger der anliegenden Ortschaften die Trasse grundsätzlich begrüßen, gab und gibt es in einzelnen Gemeinden Proteste gegen bestimmte Ortsumgehungsvarianten. Von einigen Gegnern der Trasse wurden die prognostizierten Verkehrszahlen in Zweifel gezogen.